# Ariel Beresniak
 (juillet 2018).
Pour les articles homonymes, voir Béresniak.
Ariel Beresniak est un scientifique franco-suisse en santé publique et économie de la santé, auteur de livres de référence en Économie de la Santé, modélisation et aide à la décision.

## Biographie
Ariel Beresniak, fils du philosophe écrivain Daniel Béresniak, est un médecin spécialiste en santé publique issu de la faculté de médecine de Marseille (France). Il détient aussi un diplôme d'études approfondies en économie de la santé et un doctorat de mathématiques appliquées à l'économie de la santé de l'université Claude-Bernard-Lyon-I (France), est titulaire d'une habilitation à diriger des recherches (HDR) ainsi que de plusieurs certificats de la Harvard School of Public Health.
Ariel Beresniak a été médecin chef des grandes endémies au Gabon (1989) avant d'être un pionnier au début des années 90 dans le développement des méthodologies médico-économiques pour évaluer la valeur médico-économique des innovations thérapeutiques. Il a ainsi été directeur de l'économie de la santé au laboratoire pharmaceutique Glaxo-Wellcome (1993-1999), puis Directeur monde de la pharmaco-économie chez Serono International (1999-2004). Depuis 2005, Ariel Beresniak est directeur général et fondateur de l'agence de recherche indépendante Suisse Data Mining International, et a été short-term consultant pour l'Organisation Mondiale de la Santé ainsi que pour la Commission européenne en santé publique et économie de la santé. 
En dehors des domaines scientifiques, il  est titulaire d'un premier prix de piano classique au CNRR (Conservatoire National à Rayonnement Régional) de Toulon et d'une licence professionnelle de pilotage d'avions avec qualifications multi-moteurs, vol aux instruments, voltige et hydravion.

## Apport scientifique
Ariel Beresniak est auteur du livre de référence Économie de la Santé publié en français chez Masson-Elsevier ainsi qu'en portugais aux éditions Climepsi,. Il a publié deux dictionnaires: Dictionnaire commenté d'Économie de la santé publié en Français et en espagnol chez Masson-Elsevier, et Dictionnaire Raisonné des termes des industries de la santé publié en français chez Flammarion Médecine Sciences,. Il est l'auteur de Comprendre la Pharmacoéconomie publié en français chez John Libbey Eurotext et en japonais chez Elsevier-Japan,. 
Ariel Beresniak est entre autres connu pour avoir été le coordonnateur scientifique du projet  ECHOUTCOME, projet financé par la Commission européenne, ayant établi que l'indicateur QALY (Quality Adjusted Life Years) n'est pas un indicateur scientifiquement valide pour être utilisé dans les études d'évaluation des technologies de la santé et peut générer des résultats divergents ou absurdes en utilisant la même base de données. 
Ces résultats ont alimentés une controverse internationale car l'indicateur QALY est toujours actuellement recommandé comme indicateur de référence par certaines agences officielles d'évaluation telles que le NICE (National Institute for Health and care Excellence) en Grande-Bretagne,,.
Beresniak est aussi le coordonnateur scientifique du projet  FLURESP financé par la Commission européenne dont l'objectif est de comparer en termes de coût-efficacité 18 stratégies de santé publique contre les épidémies de grippe. Il a confirmé l'intérêt de la vaccination universelle contre la grippe, c'est-à-dire  de la totalité de la population, qui est une stratégie  apparaissant plus "coût-efficace" par rapport à la vaccination limitée aux "groupes à risque" comme pourtant encore largement recommandé par les autorités sanitaires. Beresniak a aussi établi que les mesures les plus efficaces contre la mortalité dues aux épidémies de grippe sont le développement d'un plus grand nombre d'unités de soins intensifs équipés de plateforme ECMO d’oxygénation extracorporelle pour lutter contre les détresses respiratoires sévères. Ariel Beresniak a publié de nombreux articles sur les strategies de santé publique contre la pandémie de Covid-19.